# Fosca
Fosca, oficialmente San Antonio de Fosca, es un municipio colombiano del departamento de Cundinamarca, ubicado en la Provincia de Oriente, a 62 km al suroriente de Bogotá.

## Toponimia

### Origen lingüístico[4]
- Familia lingüística: Chibcha
- Lengua: Muysccubun

### Significado
El topónimo «Fòsca», en muysc cubun (idioma muisca), significa «Fortaleza del Zorro». Fosca presenta los vocablos fu-fo "dios, zorro, zorra", s "por, para", ca "lugar, fortaleza, propiedad". Este vocablo representa el símbolo de la estrella del oriente y de igual manera la hora de madrugada; toda expresión acompañada del vocablo ca enuncia territorio sublimes asignados a grandes cacique.

### Origen / Motivación
El nombre del municipio ha perdurado y su origen se remonta a los antiguos asentamientos muyscas de la región y representa aspectos de su fauna, así como la simbología que otorgaron a los animales de su entorno, indicando asentamientos de especies particulares.

### Nombres históricos
- San Antonio de Fosca (1627)

## Geografía

### Límites
| Noroeste: Une       | Norte: Cáqueza | Nordeste: Cáqueza   |
| Oeste: Une          |                | Este: Quetame       |
| Suroeste: Gutiérrez | Sur: Gutiérrez | Sureste: Guayabetal |

### División Político-Administrativa
Aparte de su Cabecera municipal. Fosca tiene bajo su jurisdicción el centro poblado: Sáname.
El municipio está compuesto con las siguientes veredas:
Arrayanal, California, El Espino, El Herrero, Jucual, Granadillo, La Hoya, La Palma, Las Huertas, Mesa de Castro, Novilleros, Placitas, Platanillo, Potreritos, Porero Alto, Ramal, Quinchita, Robles, San Antonio, San Isidro, San Manuel, Yerbabuena. 

## Historia
En la época precolombina, el territorio del actual municipio de Fosca estuvo habitado por los maus, macos y los guapis o buchipas, en cuyas tierras los muiscas mantenían una guarnición de güechas para vigilar sus fronteras.
El primer europeo en llegar al territorio de Fosca fue el capitán Pedro de Limpias, quien llegó en 1539 procedente de los llanos de San Juan u Orientales.  El poblado indígena estaba situado en sitio llamado "Placitas", al sureste del actual casco urbano, en la parte alta de las riberas del Sáname.  El 5 de febrero de 1627 el Oidor Juan de Valcárcel, quien no encontró propicio el lugar que habitaban los indígenas, lo trasladó a un sitio sobre el río Sáname, donde los pobló y fundó el pueblo de indios llamado San Antonio de Fosca.
En el libro octavo de bautismos de la parroquia se encuentra la más antigua partida, que data de 1664, firmada por Pedro García de Figueroa. El 17 de diciembre de 1755 la Junta General de Tribunales de Real Audiencia de Santafé dispuso la extinción del pueblo de Fosca y su agregación al más inmediato.
En la visita del oidor Aróstequi y Escoto, del censo que hizo de los indios resultaron 136 en total y 250 blancos en 52 familias.  En la diligencia de Francisco Antonio Moreno y Escandón de 5 de enero de 1779, los indios habían disminuido a la cantidad de 120 y en cambio los vecinos estaban aumentados en 72 cabezas de familia con 359 almas. Tal hecho significaba la inmediata extinción del pueblo indio y la fundación de una nueva parroquia de blancos. No se encuentra constancia de la fundación de la misma en el sitio que actualmente ocupa el poblado de Fosca, que debió ocurrir a finales del siglo XVIII. 
El nuevo poblado vino a fundarse entre 1779 y 1789. La construcción de la iglesia comenzó hacia 1815 por el cura Benjamín Peña, quien trajo al maestro de obra Antonio Camargo de Une, se hizo a un lado de la antigua, la segunda que era de tapia pisada y torre de espadaña, demolida hacia 1940, en cuyo lugar se edificó el colegio parroquial. 
Hechos Notables: El 18 de enero de 1744 el cura vicario Salvador de Urquiza dio poder al procurador Hipólito de la Barrera para gestionar la reconstrucción de la iglesia, destruida en el terremoto del año anterior. En el cerro El Herrero se adjudicó en 1889 una mina de galena argentífera a Lisímaco Palau y al poeta José María Rivas Groot.

## Instituciones de educación
- Institución Educativa Departamental María Medina.
- Institución Educativa Departamental Alfonso Pabon Pabon
- Institución Educativa Departamental De Desarrollo Rural (IDER)

## Movilidad
A Fosca se llega por la vía que comunica con los municipios de Cáqueza (al norte) y Quetame (al oriente) y estas a su vez conectadas con Bogotá y Villavicencio por la Ruta Nacional 40. Con Gutiérrez, por la vía veredal del río Sáname al suroccidente.

## Turismo
- Cascada La Cuelga
- Monumento a la Familia Campesina
- Reserva Forestal La Cuelga
- Santuario San Antonio de Padua
- Cascadas Río Saname Vereda Placitas
- Río Sáname
- Hotel Remansos de San Antonio
- Finca Mi Cabaña
- Reservas y senderos forestales
- Alto de San Manuel
- Gran cañón de San Isidro
- Hotel Rey de Reyes
- Parque principal Fuente de agua